# Gerard Fairlie
Francis Gerard Fairlie (ur. 1 listopada 1899 w Kensington, zm. 31 marca 1983 w East Lavington) – brytyjski bobsleista, olimpijczyk, scenarzysta i autor thrillerów.

## Występy na IO
| Rok  | Igrzyska Olimpijskie | Konkurencja      | Wyniki     |
| 1924 | Chamonix 1924        | czwórki mężczyzn | 5. miejsce |